# Besso Peak
Besso Peak är en bergstopp i Antarktis. Den ligger i Östantarktis. Australien gör anspråk på området. Toppen på Besso Peak är 122 meter över havet.
Terrängen runt Besso Peak är platt västerut, men åt sydost är den kuperad. Havet är nära Besso Peak norrut. Trakten är glest befolkad. Närmaste befolkade plats är Zhongshan Station, 3,3 kilometer öster om Besso Peak. 